# Deutsche Schwimmmeisterschaften 1957
Die 69. Deutschen Meisterschaften im Schwimmen fanden vom 9. bis 11. August 1957 in Landshut im Schwimmstadion an der Dammstraße statt. Acht neue deutsche Rekorde wurden während den Meisterschaften aufgestellt.
| Disziplin           | Männer           | Männer     | Männer | Frauen            | Frauen              | Frauen |
| Disziplin           | Name             | Verein     | Zeit   | Name              | Verein              | Zeit   |
| ------------------- | ---------------- | ---------- | ------ | ----------------- | ------------------- | ------ |
| 100 m Freistil      | Paul Voell       | SSV Rheydt |        | Ingrid Künzel     |                     |        |
| 200 m Freistil      | Horst Bleeker    |            |        |                   |                     |        |
| 400 m Freistil      | Horst Bleeker    |            |        | Ursel Brunner     | SV Nikar Heidelberg |        |
| 1500 m Freistil     | Manfred Fugger   | Herringen  |        |                   |                     |        |
| 200 m Brust         | Klaus Bodinger   |            |        | Wiltrud Urselmann |                     |        |
| 100 m Rücken        | Ekkehard Miersch |            |        | Helga Schmidt     |                     |        |
| 200 m Schmetterling | Horst Weber      |            |        |                   |                     |        |